# Mario Marefoschi Compagnoni
Mario Marefoschi Compagnoni, né le 10 septembre 1714 à Macerata, dans l'actuelle région des Marches, alors dans les États pontificaux et mort le 23 décembre 1780 à Rome, est un cardinal italien du XVIIIe siècle. Il est le neveu du cardinal Prospero Marefoschi.

## Biographie
Mario Marefoschi Compagnoni exerce plusieurs fonctions au sein de la Curie romaine, notamment auprès de la Congrégation des rites, dans celle de l'Index, dans celle de la Propagation de la foi et dans la Congrégation pour la correction des livres orientaux. À partir de 1762 il est doyen du Tribunal suprême de la Signature apostolique.
Le pape Clément XIV le crée cardinal in pectore lors du consistoire du 29 janvier 1770. Sa création est publiée le 10 septembre. Il est préfet de la Congrégation des rites et président de la commission créée pour mettre en œuvre la suppression de l'ordre des Jésuites.
Il est connu pour ses sympathies pour le jansénisme et pour son amitié avec le janséniste renommé, Pietro Tamburini. Marefoschi participe au conclave de 1774-1775, lors duquel Pie VI est élu pape.
En 1778-1779, il est camerlingue du Sacré Collège

### Sources
- Fiche du cardinal Mario Marefoschi Compagnoni sur le site fiu.edu